# Hangzhou

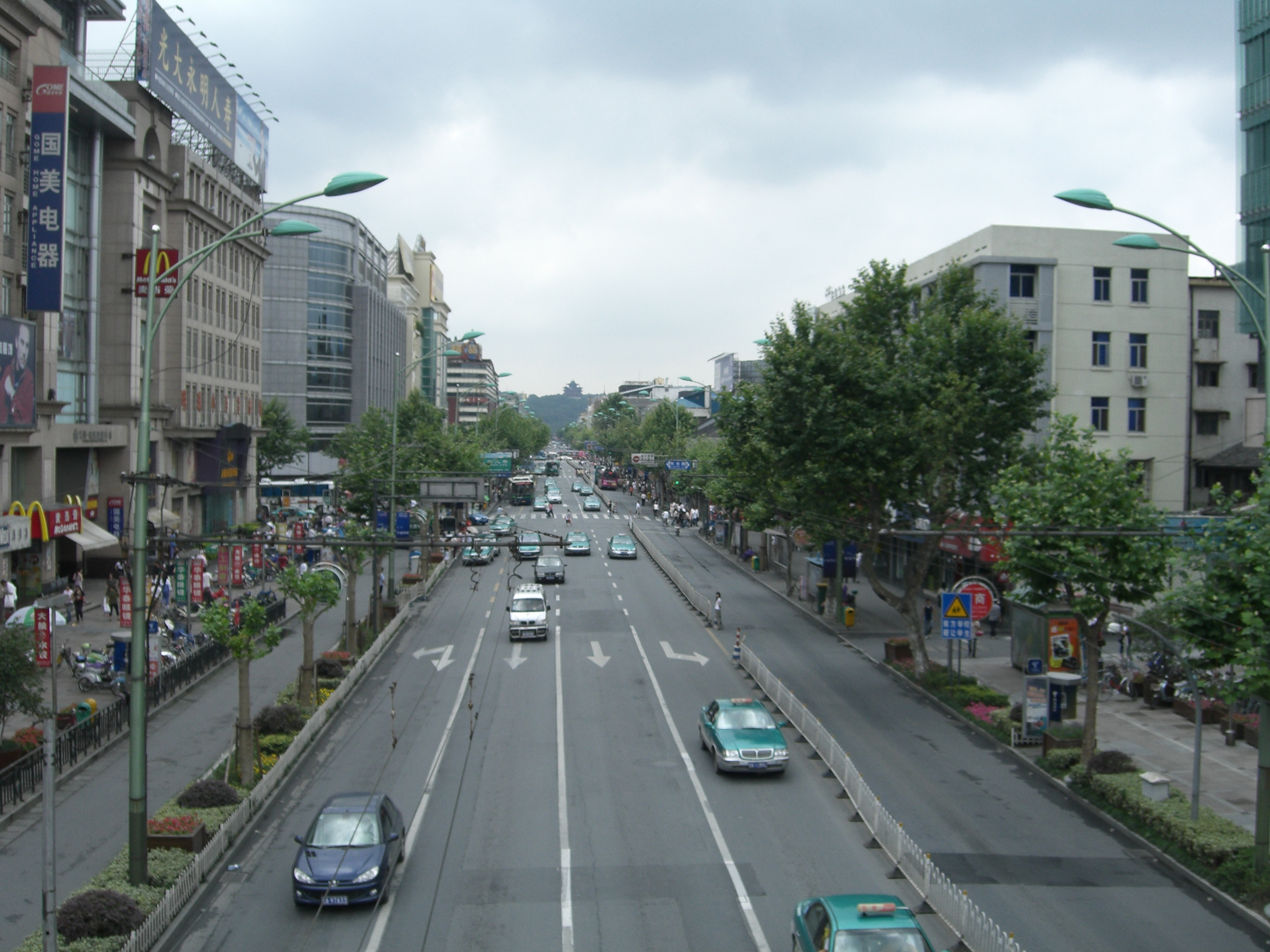
Hangzhou

Hangzhou (杭州市 în chineză simplificată) este un oraș în Republica Populară Chineză și capitala provinciei Zhejiang.

## Demografie
Orașul are o populație de 21,1 milioane de locuitori în zona metropolitană și peste 8 milioane în oraș. 

## Tianducheng
Tianducheng este un complex rezidențial din Hangzhou. Construcția acestuia a început în anul 2007, în zonă aflându-se astăzi o replică a Turnului Eiffel cu o înălțime de 180 m, adică de trei ori mai mică decât cel din Paris. Există, de asemenea, și clădiri și bulevarde construite într-un stil asemănător celui din Paris.

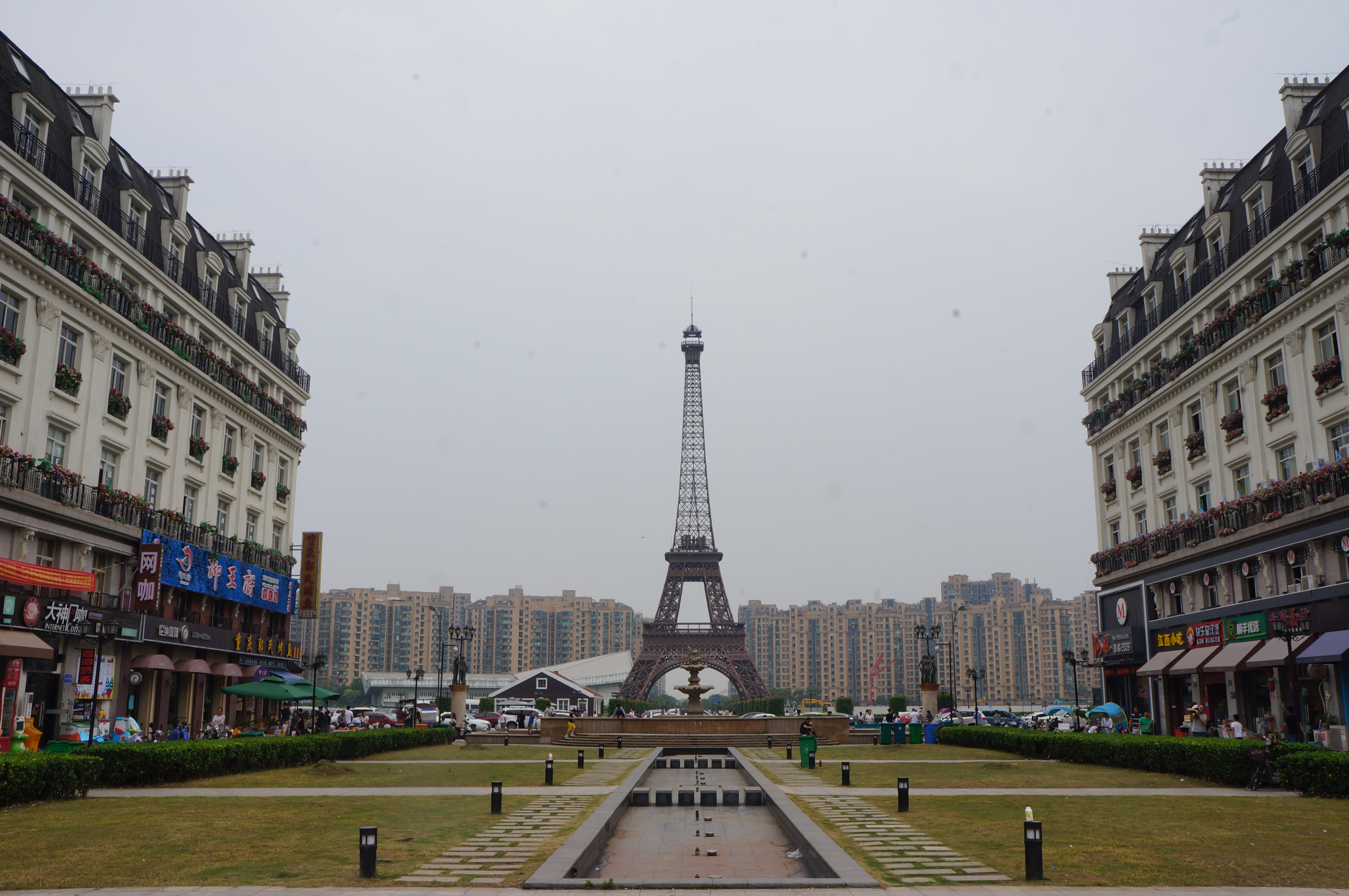
Replica Turnului Eiffel din Tianducheng, vedere de pe drumul Xiangxie

## Personalități născute aici
- Fu Yuanhui (n. 1995), înotătoare.